# سیارک ۷۳۳

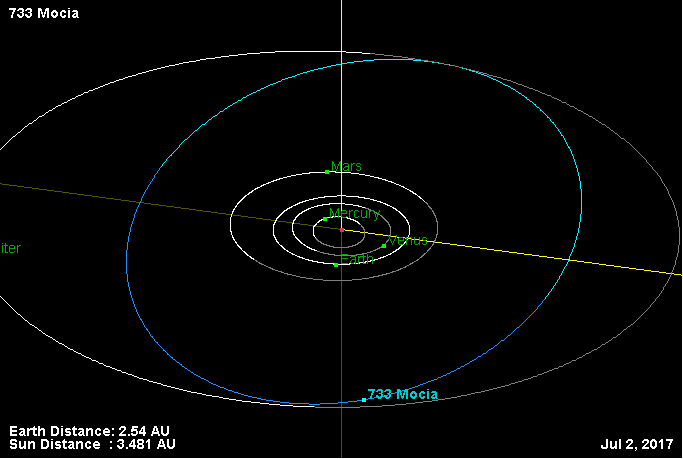
نمایی از محل قرارگیری سیارک ۷۳۳ در مدار – ۲۰۱۷

سیارک ۷۳۳ (به انگلیسی: 733 Mocia، نامگذاری:1912PF)  ، هفتصد و سی و سومین سیارک کشف شده‌است که در ۱۶ سپتامبر ۱۹۱۲ و در هایدلبرگ کشف شد.
قدر مطلق سیارک برابر ۹٫۰۵ است.